# Englerophytum rwandense
Englerophytum rwandense là một loài thực vật có hoa trong họ Hồng xiêm. Loài này được (Troupin) ined. mô tả khoa học đầu tiên.